# Marco Pütz
Marco Pütz (født 16. marts 1958 i Esch-sur-Alzette, Luxembourg) er en luxembourgsk komponist, professor, lærer, saxofonist og musikolog.
Pütz studerede komposition og saxofon på Musikkonservatorierne i Esch-sur-Alzette, Luxembourg by og Bruxelles, med endt diplomeksamen. Han har skrevet en symfoni, orkesterværker, kammermusik, koncertmusik, scenemusik, blæserværker, og stykker for mange instrumenter etc. Fra 1986 (siden 1980 som lektor) indtil 2018, var Pütz professor i saxofon, kammermusik og instrumentering ved Musikkonservatoriet i Luxembourg by. Han opnåede anerkendelse som komponist , da han vandt første prisen for sin komposition Kvartet for klarinetter (1987), ved International Clarinet Association Composition Contest i USA i 1995. Pütz har optrådt og indspillet plader som professionel saxofonist i forskellige sammenhænge og med Symfoniorkestre, og turneret Verden rundt.
Fra 1981 til 2006 var han fast tilknyttet som saxofonist ved Luxembourgs Filharmoniske Orkester, og var med på det store værker med saxofon deltagelse såsom feks. Ravels Bolero etc. Pütz var også det stiftende medlem af Luxembourg Saxofon kvartet (1982-2006).

## Udvalgte værker
- Symfoni (Symfoni i fire farver) (2022) - for orkester
- Elegi (2009-2021) - for orkester
- Stemninger (2013) - for orkester
- Kapitler af Livet  (2009) - for solo tuba og orkester
- Orgelkoncert (2015-2021) - for orgel og orkester
- Kvartet (1987) - for klarinetter
- Kvartet (1986) - for saxofoner
- Septentrion (Nord) (1990) - for syv saxofoner
- Strømninger  (2014) - for orkester
- Imaginaere Breve (2023) - for sax. sopran-solo, strygeorkester, pauker og 2 slagtøjsspillere
- Euphonias Stemme  (2019) - for solo euphonium og orkester
- Momenti Fugaci  (2024) - for Fløjte & Vibrafon - 6', Edition Kunzelmann (CH)
- Tre Bagateller. (2025) - for Violin, Viola & Harpe - (Pri-An-Elli Trio), 10', Edition Kunzelmann (CH)
- Symfoni Nr.1 - Fire Farver (2022) - for orkester - 39', Edition Kunzelmann (CH)
- Symfoni Nr.2 - Ord - for mezzosoprn og orkester (efter digte af Ingeborg Bachmann, Nelly Sachs & Anna Achmatowa) - 42', Edition Kunzelmann (CH)